# Diktator
Diktátor je vladar države, ki odloča o vseh državnih zadevah. Ne upošteva demokracije, ne sestavlja vlade in državnega zbora. Večina diktatorjev se na oblast povzpne s terorjem. 
Izraz izhaja iz antičnega Rima, kjer je bil diktator naslov magistrata, ki ga je imenoval senat, da bi upravljal državo v času nepričakovanega stanja ali nevarnosti. Naziv ni imel negativnega pomena, nasprotno, pomenil je le, da ima oseba vso oblast, ki je potrebna za ugodno rešitev trenutnega izrednega stanja. Tako je bil na primer imenovan diktator, če sta oba konzula padla na bojišču, kar je zagotavljalo neprekinjeno oblast vodstva. Pri tem je bistvenega pomena dejstvo, da so bili diktatorji imenovani za dobo šestih mesecev, v teku katerih so se morale izredne okoliščine premostiti in se je stanje moralo povrniti v normalnost.
V sodobnem času se izraz uporablja za absolutističnega ali samodrškega vladarja, ker se upošteva samo njegova vsestranska oblast nad vso državno upravo. Ima torej izrecno negativni pomen, tudi zato, ker ni mogoče predvideti trajanja diktature, saj je tudi to odvisno od diktatorjeve volje. Prav zaradi tega se izraz ne uporablja za absolutnega monarha, saj je absolutna monarhija lahko demokratično urejena država, kjer ni prostora za avtokratsko nasilje.

## Etimologija
Izraz izhaja iz antičnega Rima, kjer je bil diktator naslov magistrata, ki ga je imenoval senat, da bi upravljal državo v času nepričakovanega stanja ali nevarnosti.

## Zgodovina

### Obdobje rimljanstva
Izraz je začel dobivati svoj sodobni negativni pomen z vzponom diktature pod vodstvom Sula.
Julij Cezar je sledil Sillinemu zgledu in februarja 44 pr. Kr. so ga razglasili trajnega diktatorja in, s čimer so bile dejansko odpravljene vse omejitve njegove moči, je ostal na oblasti do naslednjega meseca, ko so nanj izvedli atentat. 
Po atentatu na Cezarja so njegovemu nasledniku Avgustu ponudili naziv diktatorja, a ga je ta zavrnil.

### Sodobna doba
V drugi polovici 19. stoletja je imel izraz diktator občasne pozitivne posledice. Na primer, med madžarsko revolucijo leta 1848 so narodnega voditelja Lajosa Kossutha tako njegovi podporniki kot njegovi nasprotniki pogosto imenovali diktator, brez kakršne koli negativne konotacije, čeprav je bil njegov uradni naziv predsednik. Z ustanovitvijo začasne izvršne oblasti na Siciliji med ekspedicijo tisočerih leta 1860 je Giuseppe Garibaldi uradno prevzel naziv diktator. 

### Dobronamerni diktatorji
Dobronamerna diktatura se nanaša na vlado, v kateri avtoritarni voditelj izvaja absolutno politično oblast nad državo, vendar se zaznava, da to počne z upoštevanjem koristi prebivalstva kot celote, kar je v nasprotju z izrazito zlonamernim stereotipom diktatorja. Dobronamerni diktator lahko dovoli obstoj določene gospodarske liberalizacije ali demokratičnega odločanja, na primer z javnimi referendumi ali izvoljenimi predstavniki z omejeno močjo, in se med svojim mandatom ali po njem pogosto pripravlja na prehod v pravo demokracijo. Lahko bi ga razumeli kot voditelja republike, oblike razsvetljenega despotizma. Med dobronamerne diktatorje so uvrstili voditelje, kot so Ioannis Metaxas iz Grčije (1936–41), Mustafa Kemal Atatürk iz Turčije (1923–38), Josip Broz Tito iz Jugoslavije (1945–80) in Lee Kuan Yew iz Singapurja (1959–90).

### Kritike
Levičarska organizacija Fairness & Accuracy in Reporting je uporabo izraza diktator v zahodnih medijih kritizirala kot "kodeks za vlado, ki jim ni všeč". Po njihovem mnenju se voditelji, ki bi na splošno veljali za avtoritarne, vendar so zavezniki ZDA, kot sta Paul Biya ali Nursultan Nazarbayev, redko imenujejo "diktatorji", medtem ko naj bi se izraz za voditelje držav, ki nasprotujejo politiki ZDA, kot sta Nicolas Maduro ali Bašar Al-Assad, uporabljal veliko bolj.

## Kršitve človekovih pravic
Sčasoma je bilo znano, da diktatorji uporabljajo taktike, ki grobo kršijo človekove pravice. Na primer, v Sovjetski zvezi je vladno politiko v času vladanja sovjetskega komunističnega diktatorja Josifa Stalina uveljavljala tajna policija NKVD in sistem koncentracijskih taborišč, imenovanih Gulag. Večina zapornikov v Gulagu ni bila političnih zapornikov, čeprav je bilo v taboriščih kadar koli mogoče najti precejšnje število političnih zapornikov. Podatki, zbrani iz sovjetskih arhivov, kažejo na 1.053.829 žrtev v Gulagih. Druge zlorabe človekovih pravic s strani sovjetske države v času stalinizma so vključevale različne poskuse na ljudeh, kemične in medicinske poskuse, uporabo psihiatrije kot političnega orožja in prepoved svobode veroizpovedi, zbiranja, govora in združevanja. Ljudska republika Kitajska je med kitajsko kulturno revolucijo, kjer se je kitajski komunistični diktator Mao Cetung lotil likvidiranja političnih nasprotnikov predvsem z uporabo mladinskih skupin, izvajala številna brutalna represivna dejanja.
Več diktatorjev je bilo povezanih z genocidom nad določenimi skupinami, zlasti rasnimi; najbolj opazen in najobsežnejši primer je holokavst, genocid, ki ga je izvedel nemški nacistični diktator Adolf Hitler nad enajstimi milijoni ljudi, od tega šest milijonov Judov. Kasneje v Demokratični Kampučiji je kamboški komunistični diktator Pol Pot med svojo štiriletno diktaturo pobil 2 milijona ljudi (od 7 milijonov prebivalstva) in s tem povzročil kamboški genocid. Zaradi tega je Pol Pot včasih opisan kot "Hitler iz Kambodže" in "genocidni tiran". Genocida je bil obtožen tudi sovjetski diktator Stalin in to v dveh primerih: lakoti v Ukrajini in pri množičnih deportacijah etničnih manjšin. 
Mednarodno kazensko sodišče je izdalo nalog za aretacijo sudanskega vojaškega diktatorja Omarja al Baširja zaradi domnevnih vojnih zločinov v Darfurju.